# Longchamp (Haute-Marne)
Longchamp ist eine französische Gemeinde mit 59 Einwohnern (Stand 1. Januar 2022) im Département Haute-Marne in der Region Grand Est. Sie gehört zum Kanton Poissons und zum Arrondissement Chaumont. 

## Lage
Sie ist umgeben von folgenden Nachbargemeinden:
| Millières   |                                             | Thol-lès-Millières    |
|             | Kompassrose, die auf Nachbargemeinden zeigt | Clefmont              |
| Mennouveaux | Cuves                                       | Buxières-lès-Clefmont |

## Bevölkerungsentwicklung
| Jahr                       | 1962 | 1968 | 1975 | 1982 | 1990 | 1999 | 2008 | 2018 |
| -------------------------- | ---- | ---- | ---- | ---- | ---- | ---- | ---- | ---- |
| Einwohner                  | 96   | 106  | 83   | 73   | 59   | 65   | 78   | 66   |
| Quellen: Cassini und INSEE |      |      |      |      |      |      |      |      |

## Sehenswürdigkeiten

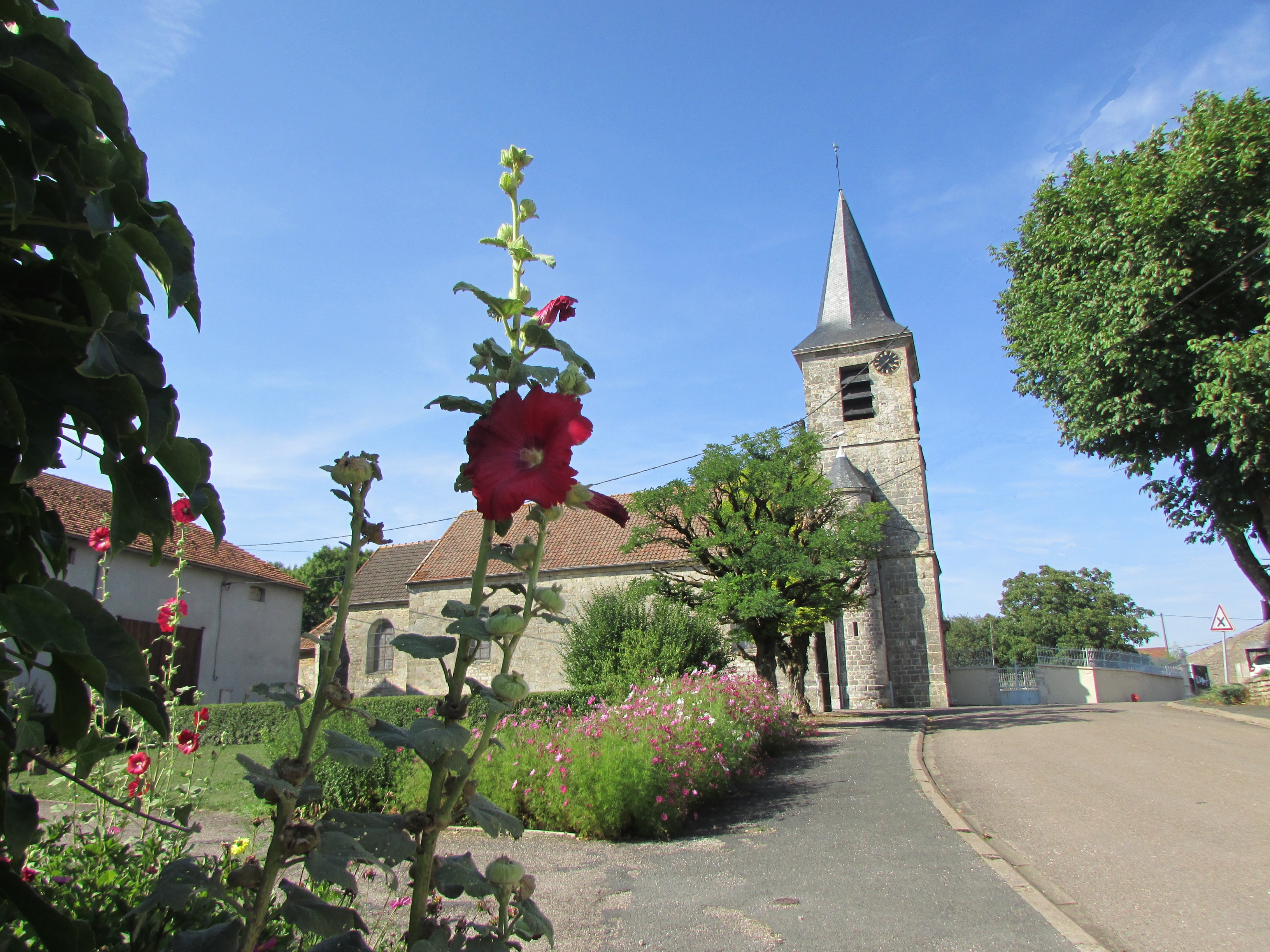
Kirche Saint-Louvent in Longchamp

- Liste der Monuments historiques in Longchamp (Haute-Marne)